# Воронкова, Лидия Григорьевна
Лидия Григорьевна Воронкова (1936, село Днепровка, теперь Каменско-Днепровского района Запорожской области -?) — украинская советская деятель, звеньевая-овощевод совхоза «Днепровский» Каменско-Днепровского района Запорожской области. Депутат Верховного Совета СССР 9-го созыва.

## Биография
Родилась в крестьянской семье. Образование неполное среднее: в 1952 году окончила семилетнюю школу.
В 1952—1955 годах — работница строительно-монтажного управления № 5 города Каменка-Днепровская Запорожской области.
В 1955—1964 годах — доярка колхоза, работница совхоза «Днепровский» села Днепровка Каменско-Днепровского района Запорожской области.
С 1964 года — звеньевая-овощевод совхоза «Днепровский» села Днепровка Каменско-Днепровского района Запорожской области.
Депутат Совета Союза Верховного Совета СССР 9-го созыва от Запорожской области.

## Награды
- два ордена Ленина
- медаль "За доблестный труд. В ознаменование 100-летия со дня рождения Владимира Ильича Ленина " (1970)
- медали